# Ван дер Ле, Карел
Карел Ваутерюс Францискюс ван дер Ле (нидерл. Karel Wouterus Franciscus van der Lee; 21 июня 1891, Амстердам — 9 марта 1962, Гаага) — нидерландский футболист, игравший на позиции защитника, выступал за амстердамский «Аякс».

## Спортивная карьера
В сентябре 1906 года Карел ван дер Ле вступил в футбольный клуб РАП из Амстердама. Он стал выступать за третий состав клуба, а год спустя перешёл в «Аякс». На тот момент он проживал в южной части города по адресу Ваннингстрат 19. Карел начал играть за третью команду «Аякса». Помимо футбола, он играл в крикет в спортивном обществе ВВВ, где также выступал его старший брат Франс. В сезоне 1908/09 ван дер Ле играл за команду «Аякс 2», которая выступала в резервном втором классе, и по ходу сезона попал в первую команду. В основном составе дебютировал 24 января 1909 года в матче второго раунда Кубка Нидерландов против «Витесса», сыграв на позиции опорного полузащитника. Встреча завершилась победой амстердамцев со счётом 3:0. В конце сезона Карел принял участие в финальном матче турнира «Золотой крест», в котором его команда в дополнительное время одержала победу над «Блау-Витом».
В чемпионате второго класса Карел впервые сыграл 6 марта 1910 года в матче против клуба АФК — на стадионе «Хет Хаутен» его команда одержала победу над гостями со счетом 1:0, благодаря голу Хенка Алофса во втором тайме. В апреле он стал одним из шести игроков «Аякса», которые были вызваны в сборную Амстердама. До конца сезона Карел сыграл ещё в нескольких официальных матчах, в том числе в финале турнира «Золотой крест», который вновь завершился победой «Аякса». В чемпионате амстердамцы заняли третье место в западной группе второго класса.
В начале сезона 1910/11 у «Аякса» появился главный тренер, им стал ирландец Джек Кируэн, под его руководством команда стала победителем западной группы второго класса, а по результатам стыкового турнира впервые в своей истории вышла в первый класс Нидерландов. Ван дер Ле в течение сезона получал больше игрового времени, став игроком основного состава.
В первом туре чемпионата Нидерландов сезона 1911/12 его команда на выезде уступила ХФК со счётом 4:2. Карел принял участие в 17 матчах чемпионата, а «Аякс» по итогам сезона занял 8-е место в западной группе. В конце мая 1912 года Карел отправился с командой в Австро-Венгрию — 26 мая в Будапеште футболисты «Аякса» провели матч с местным клубом МТК, а на следующий день отправились в Вену на матч с «Винером». Вторая игра амстердамцев собрала около четырёх тысяч зрителей и запомнилась спорным судейством. Сначала главный арбитр встречи назначил в ворота гостей немотивированный пенальти, а затем и вовсе не заметил грубую игру в отношении ван дер Ле, который был вынужден покинуть поле до конца матча. Из-за грубой игры австрийцев травму также получил полузащитник Ге Фортгенс. После очередного нарушения амстердамцы подали протест и на этот раз арбитр под громкий свист местных местных болельщиков удалил с поля игрока «Винера». В конечном итоге, при счёте 2:0, футболисты «Аякса» не стали продолжать матч и решили покинуть поле.
В конце декабря 1912 года было объявлено, что ван дер Ле серьезно болен, поэтому в последующих матчах его заменил Крис Холст. В возрасте двадцати одного года он был вынужден завершить карьеру в «Аяксе» по состоянию здоровья, в своём последнем сезоне сыграл 10 матчей в чемпионате Нидерландов. В начале марта 1913 года Карел отправился в Голландскую Ост-Индию. В апреле того же года на ежегодном собрании ван дер Ле и Алофс были избраны почётными членами «Аякса».
Позже возобновил спортивную карьеру, играл в крикет за команду ВВВ.

## Личная жизнь
Карел родился в июне 1891 года в Амстердаме. Отец — Карел Ваутерюс Францискюс ван дер Ле, работал торговым представителем, мать — Анна Лодесен, оба родителя были родом из Амстердама. Помимо Карела, в семье было ещё четверо детей: старший сын Ваутерюс Францискюс и трое дочерей — Йоханна Гесина, Хенриэтте Йоханна Георгина Каролина и Мария. Глава семейства умер в августе 1902 года, а в мае 1903 года Анна с детьми переехали на Ваннингстрат 19.
Его брат Франс был членом различных спортивных объединений, играл в футбол и крикет, а также обслуживал футбольные и крикетные матчи в качестве судьи, начинал в Амстердамском футбольном союзе и постепенно стал обслуживать матчи чемпионата Нидерландов. В сезоне 1911/12 Франс был вторым казначеем в «Аяксе», а в сезоне 1915/16 исполнял обязанности комиссара.
Карел был женат на Стефанне Петронелле Корнелии де Хар, уроженке Зволле. Их брак был зарегистрирован 27 апреля 1918 года в городе Сурабая. Большую часть жизни они провели в Голландской Ост-Индии. Во время Японской оккупации Индонезии, которая длилась с весны 1942 года по осень 1945 года, ван дер Ле находился в лагере для пленных. Его супруга Стефанна умерла в апреле 1949 года в Медане на острове Суматра.
Умер 9 марта 1962 года в возрасте 70 лет в Гааге.